# Pim Hofdorp
Pim Hofdorp, pseudoniem van Wilhelm Gustave Kierdorff, (4 februari 1912 – 9 juni 1984), was een Nederlandse schrijver. Hij schreef daarnaast onder de namen Will Geerlink en Will Wanting.
Onder het pseudoniem Pim Hofdorp schreef hij verscheidene topografische politieromans die zich in Den Haag afspelen. De boeken werden gebundeld tot een serie, Haagse Mysterie-reeks/Nieuwe Haagse Mysterie-reeks geheten. In ieder boek werden alle voor de verhaallijn relevante gebeurtenissen in een specifieke wijk van Den Haag gesitueerd die erg gedetailleerd werd beschreven met tal van topografische en historische bijzonderheden. De serie over Den Haag was zo succesvol, dat Hofdorp ook enige soortgelijke boeken schreef over plaatsen in de buurt van Den Haag, te weten Voorschoten, Delft en Gouda.
Vanuit zijn belangstelling voor de plaatselijke topografie en geschiedenis schreef hij eveneens onder de naam Pim Hofdorp Geschiedenis van Statenkwartier en ommelanden (1971).

### Onder de naam Pim Hofdorp

#### Haagse Mysterie-reeks
uitg. Uitgeverij Van Hoeve, Den Haag
- 1: 1959 - Moord in miniatuur (heruitg. 1996)
- 2: 1960 - Dodemansbroodjes (heruitg. 1995)
- 3: 1961 - Paspoort voor moord (heruitg. 1999)
- 4: 1962 - Sambals voor Sweelinck (2e druk 1994 en heruitg. 1999)
- 5: 1963 - Bloed in de branding
- 6: 1964 - Hubertusjacht (3e druk 1982, 4e druk 2002)
- 7: 1965 - Rafels aan de franje (heruitg. 1998)
- 8: 1965 - Katastrofe in Kijkduin
- 9. 1967 - Oudejaarsavondmoord (heruitg. 1995)
- 10. 1968 - Alarm in de Archipel (heruitg. 1997)
- 11: 1969 - Vampiers van Valkenbos

#### Nieuwe Haagse Mysterie-reeks
uitg. Uitgevers Wyt, Rotterdam
- 12: 1972 - Doe-het-zelf-dood in Duinoord (tien korte verhalen)
- 13: 1972 - Vreemdeling in Scheveningen
- 14: 1973 - Spionnen in Segbroek (over een onderzoek naar huisvrouwenprostitutie en duistere zaken rond de fictieve "toneel- en tennisclub Segbroek")
- 15: 1973 - Misdaad in miniatuur (bevat Moord in miniatuur, aangevuld met twee korte verhalen: Het mysterie van de krijsende kater / Echo uit het verleden)
- 1975 - Holle ogen van de herfst
- 1977 - Soesah rond Lucie (bevat Sambals voor Sweelinck, aangevuld met drie korte verhalen: Vrouwenpraat, Wraak der genen en Killing me softly)
- 1981 - Als de eenden in de Hofvijver (tien korte verhalen)

#### Non-fictie onder de naam Pim Hofdorp
- 1971 Geschiedenis van Statenkwartier en ommelanden, uitg. Paagman, Den Haag

#### Topografische romans over andere plaatsen
- 1969 - Schoten op voorschot (heruitg. 1979)
- 1970 - Dwalend door Delft
- 1971 - Gegooi in de glazen (speelt zich af te Gouda)

### Onder de naam Will Geerlink
- Moord bij eb en andere Haagse en Wassenaarse detective-verhalen (1959) - 11 verhalen met een voorwoord W.G. Kierdorff, voorzitter van de Nederlandse Geoffrey Gill Club, uitg. Van Stockum, Den haag

### Onder de naam Will Wanting
- Moord met staatsie (feuilletons)